# Единая сельскохозяйственная политика Европейского союза
Единая сельскохозяйственная политика Европейского союза (англ. Common Agricultural Policy) — система сельскохозяйственного субсидирования и сельхозпрограмм в Европейском союзе. На неё расходуется 46,7 % бюджета ЕС, 49,8 млрд евро в 2006 году (больше, чем 48,5 млрд евро в 2005).
ЕСХП включает как прямые выплаты, в виде субсидий за поля и землю, которая может быть культивирована, с помощью механизма поддержания цен, включая гарантии минимальных цен, импортных тарифов, так и квоты на определённые товары извне Европейского союза. В настоящее время проводятся реформы, уменьшающие контроль над импортом и распределение субсидий на землю, нежели на производство определённых культур (фаза от 2004 до 2012). Детали выполнения этой схемы отличаются в разных странах-членах ЕС.
До 1992 года затраты на сельское хозяйство представляли собой 49 % бюджета ЕС. К 2013 году доля ЕСХП должна составить 32 %. Напротив, доля затрат на Региональную политику в 1988 году составила 17 % бюджета ЕС, и планируется её увеличение до 36 % в 2013 году.
Целью ЕСХП является обеспечение фермеров приемлемым уровнем жизни, потребителей качественной продукцией по справедливым ценам и сохранение сельхоз наследия. Тем не менее, существенная критика ЕСХП имеет место.

## Обзор
Создание ЕСХП было предложено Еврокомиссией. Предложение последовало вслед за подписанием Римского договора в 1957 году, который создал Общий рынок. Шесть стран-членов по отдельности строго защищали свои сельскохозяйственные сектора, в особенности в области того что они производили, поддерживая цены на товары в зависимости от того как было организовано фермерство. Такие интервенции представляли собой препятствия для свободной торговли товарами, так как правила отличались от страны к стране, позднее свобода торговли стала несовместимой с интервенционными политиками. Некоторые страны-члены, особенно Франция, и все профессиональные фермерские организации хотели сохранения сильных государственных интервенций в сельском хозяйстве. Однако они могли быть сохранены только в случае гармонизации политики передачи её на наднациональный уровень Европейских сообществ. К 1962 году, были установлены три главных принципа проведения ЕСХП: целостность рынка, предпочтение продуктов сообщества и финансовая солидарность. С тех пор, ЕСХП является центральным элементом европейской институциональной системы. ЕСХП часто трактуется как результат политического компромисса между Францией и Германией: немецкая промышленность получит доступ на рынки Франции, и в свою очередь, Германия будет помогать платить французским фермерам. Германия остается до сих пор самым большим вкладчиком в бюджет ЕС, тем не менее, Франция тоже является донором бюджета, а такие сельскохозяйственные страны как Испания, Греция и Португалия являются крупнейшими реципиентами. Традиционные правила применяются и к вновь вступившим странам, что ограничивает субсидии, которые они получают.

## Цели
Первоначальные цели были зафиксированы статьей 39 Римского договора 1957:
1. Увеличение производительности путём способствования прогрессу и обеспечения оптимума использования факторов производства, главным образом, труда.
2. Гарантия справедливых стандартов жизни сельскому населению.
3. Стабилизация рынков
4. Безопасный доступ поставок
5. Обеспечение потребителей продуктами питания по приемлемым ценам.

ЕСХП осознала необходимость учитывать социальную структуру сельского хозяйства и как структурные, так и природные различия между разными сельскохозяйственными регионами и действовать в соответствии с поправками степени.
ЕСХП — это интегрированная система мер, которая работает с помощью поддержания уровня цен на блага в рамках ЕС и субсидирования производства. Существует набор механизмов:
- Обложение налогами импорта применяется к определённым товарам, импортируемым в ЕС. Они устанавливаются на уровне, необходимом для увеличения мировой цены до целевого уровня ЕС. Целевая цена устанавливается как максимальная желаемая цена этих товаров внутри ЕС.
- Квоты на импорт используются как средство ограничения количества продуктов, импортируемых в ЕС. Некоторые страны-члены имеют договорные квоты, которые позволяют им продавать определённые товары внутри ЕС без тарифов. Это главным образом применимо к тем странам, у которых была торговая связь с этой страной членом.
- Внутренние интервенционные цены. Если внутренняя рыночная цена падает ниже интервенционного уровня, ЕС скупает товары для поднятия цены до интервенционного уровня. Интервенционные цены устанавливаются ниже, чем целевые цены.
- Прямые субсидии для фермеров. Исторически эта мера задумывалась как поощрение фермеров выбирать те культуры, которые субсидируются и сохранять «внутренне-выращенное» предложение. Субсидии главным образом выплачивались на землю, на которой выращивалась определённая культура, а не на общее количество произведенных культур. Реформа 2005 года разработала специальные субсидии в пользу фиксированных выплат, рассчитываемых только по площади культивируемой земли, и для введения экологически чистых методов ведения сельского хозяйства. Реформа нацелена на обеспечение больших свобод для фермеров в выборе той культуры, на которую больший спрос и уменьшение экономических стимулов перепроизводства.
- Квоты на производство и выплаты за неиспользование земель были введены как попытка предотвратить перепроизводство некоторых видов продуктов (таких как молоко, зерновые и вино), что привлекало субсидии по ценам, превышающим рыночные. Необходимость хранить и размещать излишки производства явилось расточительством ресурсов и привело к падению репутации ЕСХП. Вторичный рынок эволюционировал, особенно по продаже квот на молоко, в то время как фермеры сделали воображаемое использование «выплат за неиспользование земель», например оставляя неиспользованными те земли который трудно обрабатывать. В настоящее время выплаты за неиспользование земель приостановлены, оставаясь субъектом дальнейшего решения об их будущем, что приводит к повышению цен на некоторые блага и увеличению интереса к выращиванию биотоплива.

Изменение системы субсидирования планируется закончить к 2011 году, но правительства стран-членов имеют некую свободу решения как новая схема будет введена. Правительство Соединенного Королевства решило запустить систему двойного субсидирования, каждый год отдавая всё большее предпочтение общих выплат новой схеме. Выплаты по старой схеме были заморожены на их прежнем среднем уровне 2002—2003 году и сокращаются каждый последующий год. Это дает фермерам некоторый период когда сохраняется их доход, который они могут использовать для изменения ведения хозяйства для соответствия новому режиму. Другие правительства выбрали ожидание и изменить систему разом в самое последнее время. Правительства также с имеют ограниченную возможность продолжать использовать небольшую часть бюджета для субсидий на поддержку определённых культур.
ЕСХП также имеет целью способствование гармонизации законодательства в рамках сообщества. Разные законы в странах сообщества могут создать некоторые проблемы для каждого кто, стремится торговать между ними. Существуют такие примеры как: разрешение консервантов или пищевых красителей, правила маркировки или использование гормонов или других веществ в продуктах, предназначенных для потребления людьми и контроль заболеваний, и благополучие животных. Процесс удаления всех скрытых законодательных барьеров ещё не завершен.
ЕСХП финансируется Европейским фондом направления и гарантий (EAGGF). Реформа ЕСХП постоянно снижает его долю в бюджете ЕС, но она до сих пор составляет около половины затрат ЕС. В последние годы Франция получала наибольшее количество этих субсидий. Новое расширение 2004 года за счёт стран имеющих большие агросектора превзойдет Францию как главного бенефициара, но на переходный период для них будут установлены ограниченные субсидии. Проблема как субсидировать новые страны, когда они станут полноправными уже привела Францию к уступкам по реформе ЕСХП.

## История
Единая сельскохозяйственная политика зародилась в конце 1950-х - начале 1960-х годов, когда страны-основатели ЕЭС только оправились от десятилетия жесткой нехватки продовольствия после Второй мировой войны. Частью строительства общего рынка было устранение тарифов на сельскохозяйственные продукты. Однако, из-за политического влияния фермеров и остроты сельскохозяйственного вопроса, потребовалось много лет для полного воплощения ЕСХП.

### Начало
Создание ЕСХП было предложено Еврокомиссией. Предложение последовало вслед за подписанием Римского договора в 1957 году, который создал Общий рынок. Шесть стран-членов по отдельности строго защищали свои сельскохозяйственные сектора, в особенности в тех областях, в которых они специализировались, поддерживая цены на товары в зависимости от того, как было организовано фермерство. Такие интервенции представляли собой препятствия для свободной торговли товарами, так как правила реализации товаров отличались от страны к стране, позднее свобода торговли стала несовместимой с интервенционными политиками. Некоторые страны-члены, особенно Франция, и все профессиональные фермерские организации хотели сохранения сильных государственных интервенций в сельском хозяйстве. Однако они могли быть сохранены только в случае гармонизации политики и передачи её на наднациональный уровень Европейских сообществ. К 1962 году были установлены три главных принципа проведения ЕСХП:  целостность рынка, предпочтение продуктов сообщества, финансовая солидарность. С тех пор ЕСХП является центральным элементом европейской институциональной системы.

### План Мансхольта
В 1960 появляется план Мансхольта, цель которого заключалась в уничтожении маленьких фермерских хозяйств и консолидация фермеров в большую, более эффективную промышленность. Особый статус фермеров и огромное влияние фермерского лобби на континенте заставило план исчезнуть из повестки дня Европейских сообществ. 21 декабря 1968 года Сикко Мансхольт (Европейский комиссар по сельскому хозяйству) послал меморандум Совету министров, касающийся реформы сельского хозяйства в Европейских сообществах. Этот долгосрочный план также известен как «Сельхоз программы 1980» или «Доклад группы Гайшеля», названный по имени деревни в Люксембурге, где он был подготовлен. Этот доклад положил основы новой социальной и структурной политики в сельском хозяйстве объединённой Европы.
План Мансхольта обозначил пределы политики поддержки цен и рынка. Он предсказывал нестабильность, которая должна произойти на определённых рынках, если Европейское сообщество не уменьшит количество обрабатываемой земли по меньшей мере на 5 миллионов гектар. Бывший голландский министр сельского хозяйства также отмечал, что уровень жизни фермеров не улучшился с момента введения ЕСХП, в отличие от роста производства и постоянного увеличения затрат Европейского сообщества. В связи с этим он ратовал за реформы и модернизацию производственных методов. Согласно плану, мелкие фермы, которые были на гране исчезновения рано или поздно, согласно экспертам сообщества, должны быть увеличены в размере. Целью плана было стимулирование более чем 5 млн фермеров бросить фермерство. Это должно было дать возможность перераспределить их земли и увеличить размеры оставшихся ферм. Фермы считались жизнеспособными, если они могли обеспечивать их владельцев среднегодовым доходом сопоставимым с уровнем других рабочих региона. Помимо программ переквалификации, Мансхольт также предлагал программы благосостояния для покрытия переквалификации и раннего ухода на пенсию. В итоге он призвал стран-членов к сокращению прямой помощи не приносящим доход фермам. Столкнувшись с нарастающим недовольством со стороны сельхозсообщества, Сикко Мансхольт был вынужден сократить масштаб своих некоторых предложений. В конечном итоге план Мансхольта был урезан до трех директив, которые в 1971 году касались модернизации сельхозхолдингов, консервирования ферм и подготовки фермеров.

### Последствия плана Мансхольта
Пораженные провалом плана Мансхольта, так называемые реформаторы главным образом отсутствовали на протяжении 1970-х, и предложения реформ были немногочисленны и редки. Система под названием «Агроденьги» была введена как часть развития проекта (Европейского валютного союза) ЕВС, но считалась провалом и не стимулировала дальнейшие реформы.
1980-е — десятилетие, которое привело к первым реальным реформам ЕСХП и предвосхитила дальнейшее развитие с 1992 года. Влияние фермерского блока в Европейском союзе снизилось, что развязало руки реформаторам. Защитники окружающей среды поддерживали реформы ЕСХП по финансовым причинам, которые нарушали баланс: ввиду перепроизводства ЕСХП становилась дорогой и расточительной. Вместе эти факторы привели к введению квот на производство молока в 1984 и, в итоге, в 1988, к установлению потолка на траты на поддержку фермеров. Тем не менее, основа ЕСХП осталась, и до 1992 года не менялась.

### Реформы Макшерри
В 1992 году реформы Макшерри (названная по имени Европейского комиссара по сельскому хозяйства, Рай Макшерри) были проведены для ограничения растущего производства, параллельно, в то же время, были приняты меры, способствующие движению к более свободному сельскохозяйственному рынку. Реформы сократили уровень поддержки до 29 % по зерновым и до 15 % по говядине. Они также создали систему выплат за неиспользование земель для вывода земли из производства, выплаты, ограничивающие рыночный уровень, и ввели меры, поощряющие уход на пенсию и лесонасаждению. После реформ Макшерри, цены на зерно были близки к равновесному уровню, существует большая прозрачность в расходах на сельскую поддержку. Тем не менее административная сложность породила мошенничество, и проблемы ЕСХП далеки от решения. Реформы 1992 года это не что иное, как один из факторов необходимых для выполнения обязательств в соответствии с соглашениями Уругвайского раунда ГАТТ/ВТО, который касался вопросов государственного субсидирования сельского хозяйства. В ходе реформы было принято решение о создании системы  «InVeKoS" (Integriertes Verwaltungs- und Kontrollsystem - Интегрированная Система Управления и Контроля) - пошагово вводимая  Европейской комиссией система предписаний для проведения единой аграрной политики в странах членах ЕС, представляющей собой существенный инструмент контроля за расходами ЕС в аграрной сфере.

### Фокус реформ 2000-х
Области реформирования начала 2000-х это: снижение цен на сельскохозяйственную продукцию, обеспечение потребителей безопасным и качественным продовольствием, обеспечение гарантий стабильности доходов фермеров.
Другие проблемы — это загрязнение окружающей среды, благополучие животных, и поиск альтернативных источников дохода для фермеров. Некоторые из этих вопросов находятся в зоне ответственности стран — членов Европейского союза. Реформы под названием «Повестка дня 2000» разбивает ЕСХП на две опоры; поддержка производства и сельскохозяйственное развитие. Несколько мер по поддержке сельского развития были введены включая диверсификацию, установление производственных групп и поддержку молодых фермеров. Программы по сельской окружающей среде стали обязательными для всех стран-членов ЕС. Поддержка рыночных цен на зерновые, молоко и молочные продукты и говядину, и телятину ступенчато снижались в то время, как прямые выплаты увеличились. Выплаты за пахотные культуры, такие как зерновые и подсолнечник были гармонизированы.

### Доклад Европейской комиссии
В 2003 году доклад был подготовлен группой экспертов во главе с бельгийским экономистом Андре Сапиром включал идею, что структура бюджета — исторический пережиток. Доклад предлагал переосмыслить идею политики ЕС, перенаправив затраты на меры необходимые для увеличения богатства и сплочения ЕС. Значительная часть бюджета в настоящее время тратится на сельское хозяйство, и мало перспектив того, что бюджет увеличится, это приведет к уменьшению затрат на ЕСХП. Доклад касался идей, которые более важны для ЕС нежели проблем ЕСХП, но он также предлагал распределение помощи фермерам более организованным образом на уровне стран-членов.
Положения доклада были в значительной мере проигнорированы. Однако, затраты на ЕСХП уменьшаются в рамках ЕС — и Франция согласилась зафиксировать затраты на ЕСХП и не менять их до 2012 года. Это стало возможным благодаря заключённому с Германией соглашению по подобному вопросу. Великобритания желает пересмотра этого соглашения, для защиты своей позиции и принимая во внимание что она ратует за снижения барьеров для экспортёров из третьих стран.

### Разделение субсидий на сельскохозяйственные культуры
26 июня 2003 года, министры ЕС приняли план фундаментальной реформы ЕСХП, основанный на разделении субсидий на определённые культуры. Новая система «единых фермерских выплат» является субъектом взаимного соответствия условий, касающихся окружающей среды, продовольственной безопасности и благополучия животных. Многие, из которых, были либо практическими рекомендациями по товарам, либо отдельными правовыми требованиями, регулирующими деятельность фермеров. Цель — сконцентрировать деньги на программах окружающей среды и благополучия животных.
Детали схемы Великобритании продолжали обсуждаться вплоть до введения в мае 2005 года. Каждая страна имеет определённые свободы выборы. В Англии система единых выплат обеспечивала плоские выплаты около 230 фунтов с гектара за сохранение земли в пригодном для обработки состоянии. Так, в Шотландии выплаты сложились исторически и могут отличаться очень сильно. Новая схема позволяет за непроизводственное использование земель получать экологический элемент поддержки. Дополнительные выплаты предоставляются, если земля обрабатывается в соответствии с экологическими предписаниями.
Общий бюджет ЕС и национальные бюджеты для субсидий были ограничены. Это позволило избежать ситуации, когда ЕС должен тратить больше на ЕСХП, чем имеет его ограниченный бюджет.
Реформы провели в 2004—2005 годах. (страны-члены могут применять переходный период, откладывающий реформы в их странах до 2007 года и растягивать преобразования до 2012).

### Влияние расширения Европейского союза
Расширение ЕС в 2004 году увеличило число фермеров с 7 до 11 миллионов, увеличило сельские земли на 30 % и производство на 10-20 %. Вступившие в 2004 году сразу получили доступ к мерам ценовой поддержки (экспортное финансирование и интервенционные закупки). Тем не менее прямые выплаты были растянуты на 10 лет (2004—2013), начиная с 30 % выплат от суммы старых стран в 2004 и 30 % в 2005. Новые страны имеют доступ к фонду сельского развития (для рано уходящих на пенсию, вопросов окружающей среды, беднейших территорий, и технической помощи) с бюджетом в 5 млрд евро. Страны ЕС согласились в 2002 году что сельхоз расходы до 2013 года не должны увеличиваться в реальном выражении. Это должно было привести к урезанию субсидирования старых стран членов на 5 % для финансирования выплат новым странам. С учетом вступления Болгарии и Румынии в Европейский союз выплаты были урезаны на 8%.

### Реформа сахарного режима
Одна из культур субсидируемых ЕС — сахар, производимый из сахарной свеклы. ЕС до сих пор самый крупный производитель сахарной свеклы в мире, с годовым производством в 17 миллионов тонн. Это сопоставимо с уровнем производства Бразилии и Индии, двух самых больших производителей сахара из сахарного тростника.
Сахар не был включен в реформу Макшерри в 1992 году и в «повестку 2000» в 1999. Сахар продается по программе «всё кроме оружия» дающей возможность странам третьего мира торговать на западных рынках. В 2005 году министры сельского хозяйства договорились сократить минимальную цену на свеклу до 39 % от величины 2004 года сроком на 4 года. По сахарному протоколу Ломейской Конвенции, 19 стран, экспортирующих сахар в ЕС, могут пострадать от уменьшения цен на европейском рынке. Такие планы ЕС привели к решению ВТО против сахарного режима в апреле 2005 года.
В феврале 2006 года ЕС решил провести реформу сахарных субсидий. Гарантированная цена на сахар уменьшилась на 36 %, планировалось резкое снижение производства внутри союза. Это самая обширная реформа сахара за последние 40 лет. Данное изменение политики позволяло более легкий и доходный доступ на рынки ЕС для развивающихся экономик. Критики заявляют, что это не альтруизм и не идеалистическое изменение ЕС, который действует в соответствии с требованиями ВТО, который поддерживает изменения сахарного демпинга ЕС из Австралии, Таиланда и Бразилии. Другая точка зрения, заключается в том, что эти страны являются бывшими колониями и странам Европы необходимо сохранять с ними хорошие связи.

### Реформа 2020 года
После нескольких лет переговоров с участием Европейских парламента и совета эта было принято решение обновить политику ЕСХП: аграрный сектор решено сделать более эффективным, экономным и чистым.
24 октября 2020 года за эти изменения проголосовало большинство евродепутатов.
Из ассигнований на сельское хозяйство 10% пойдёт на улучшение ландшафта и сохранение биоразнообразия, 35% на меры, связанные с окружающей средой и климатом. Кроме того, будут прямые платежи экологическим проектам.
Реформа Единой сельскохозяйственной политики должна вступить в силу в 2023 году. До тех пор Европейский совет и парламент ещё могут изменить в ней некоторые детали.